# Ла Мадалена (Олбија-Темпио)
Ла Мадалена (итал. La Maddalena) је насеље у Италији у округу Сасари, региону Сардинија.
Према процени из 2011. у насељу је живело 10297 становника. Насеље се налази на надморској висини од 5 м.

## Становништво
| 1931.  | 1936.  | 1951.  | 1961.  | 1971.  | 1981.  | 1991.  | 2001.  | 2011.  |
| ------ | ------ | ------ | ------ | ------ | ------ | ------ | ------ | ------ |
| 12.330 | 10.968 | 10.370 | 11.169 | 10.724 | 11.318 | 11.048 | 11.369 | 10.936 |